# 4756 Asaramas
Asaramas (asteróide 4756) é um asteróide da cintura principal, a 2,8454711 UA. Possui uma excentricidade de 0,0583077 e um período orbital de 1 918,5 dias (5,25 anos).
Asaramas tem uma velocidade orbital média de 17,1344497 km/s e uma inclinação de 9,1935º.
Este asteróide foi descoberto em 21 de Abril de 1950 por La Plata Observatory.